# Hamatora
Hamatora (ハマトラ ? , Lit. " Hama Trou ")   es un proyecto de medios mixtos japonés. El proyecto se inició con una manga serie escrita por Yukino Kitajima y Yuki Kodama como el diseñador de personajes, mientras que Yū Wazu está adaptando el diseño a la ilustración. El manga, Hamatora: El cómico, comenzó la serialización en Shueisha 's Young Jump revista en noviembre de 2013. Un anime de la serie de televisión, Hamatora: the animation, por el estudio ZAN se estrenó en TV Tokyo y corrió durante doce episodios entre el 8 de enero y 26 de marzo de , 2014. Fue seguido por una segunda serie por Lerche a partir de julio de 2014, Re:Hamatora. Además, un juego de rol titulado Hamatora: Mira Mundial desarrollado por Furyu fue lanzado en julio de 2014. Otros títulos relacionados incluyen una novela ligera y una obra de teatro.
La serie ha ganado la crítica mezclada de las publicaciones para el manga y el animado. Aunque los elementos del misterio han sido elogiados, los temas y la animación han sido menos bien recibidos. También ha sido a menudo comparado con X-Men por su trama y los personajes.

## Trama
La historia se centra en el titular mínimun Nice que forma una agencia de detectives llamada "Hamatora", con sede en Yokohama y comienza a reunir un gran número de aliados como su compañero Murasaki y la asistente Hajime, así como enemigos incluyendo a varios criminales.

## Personajes

### Nice (ナイスNaisu)
Seiyū: Ryōta Ōsaka
Es el personaje principal que encabeza la serie, Nice se muestra como un chico alegre y con un gran sentido para resolver crímenes, el posee el Minimun del sonido el cual le otorga el poder de moverse como el sonido, el normalmente los activa colocándose unos cascos auriculares para activarlo. Él es rango número uno en la academia facultas. Él junto a Murasaki son socios de la agencia de detectives Hamatora, mientras Nice hace cualquier tipo de trabajo sin importar la recompensa a Murasaki en contraste a ello prefiere lo opuesto a ello.

### Murasaki(ムラサキ)
Seiyū: Wataru Hatano
Murasaki es socio de Nice, en la agencia de detectives Hamatora y también se graduó de la Academia Facultas con la segunda puntuación más alta. Su Minimum es la fuerza sobre humana el que se activa al quitarse las gafas. Murasaki es más estable y tiende a ser muy cuidadoso con sus acciones y pensamientos cuando se acercan a los clientes, el mantiene una fría compostura para cumplir las tareas con facilidad y para evitar víctimas. Aun así, es muy sincero y considerado con los demás. A Murasaki le importa adquirir trabajos basados en la recompensa, no el contenido del trabajo en sí. Esto marca un gran contraste entre él y Nice, como se ha visto en una ocasión cuando él quería un trabajo de millones de yenes, pero Nice eligió el trabajo de mil yenes porque era por una buena causa.

### Hajime (はじめ)
Seiyū: Emiri Katō
Ella es una de los integrantes del grupo de investigación Hamatora, ella se nos muestra como una chica callada y muy tímida al principio pero con tal va avanzando la historia ella se muestra decidida en ocasiones, tiene un gran afán por la comida que sin darse cuenta se la termina comiendo toda demasiado rápido. Ella posee el minimun de borrar minimuns.
- Datos: Q15148562